# Менсия де Мендоса-и-Фонсека
Менсия де Мендоса-и-Фонсека (исп. Mencía de Mendoza y Fonseca; 30 ноября 1508, Хадраке — 4 января 1554, Валенсия) — испанская дворянка, ученица гуманиста Хуана Луиса Вивеса. По своему мужу — маркиза Сенете и графиня дель Сид. Была замужем за Генрихом III Нассау-Бредским, за которого вышла замуж 27 июня 1524 года.

## Биография

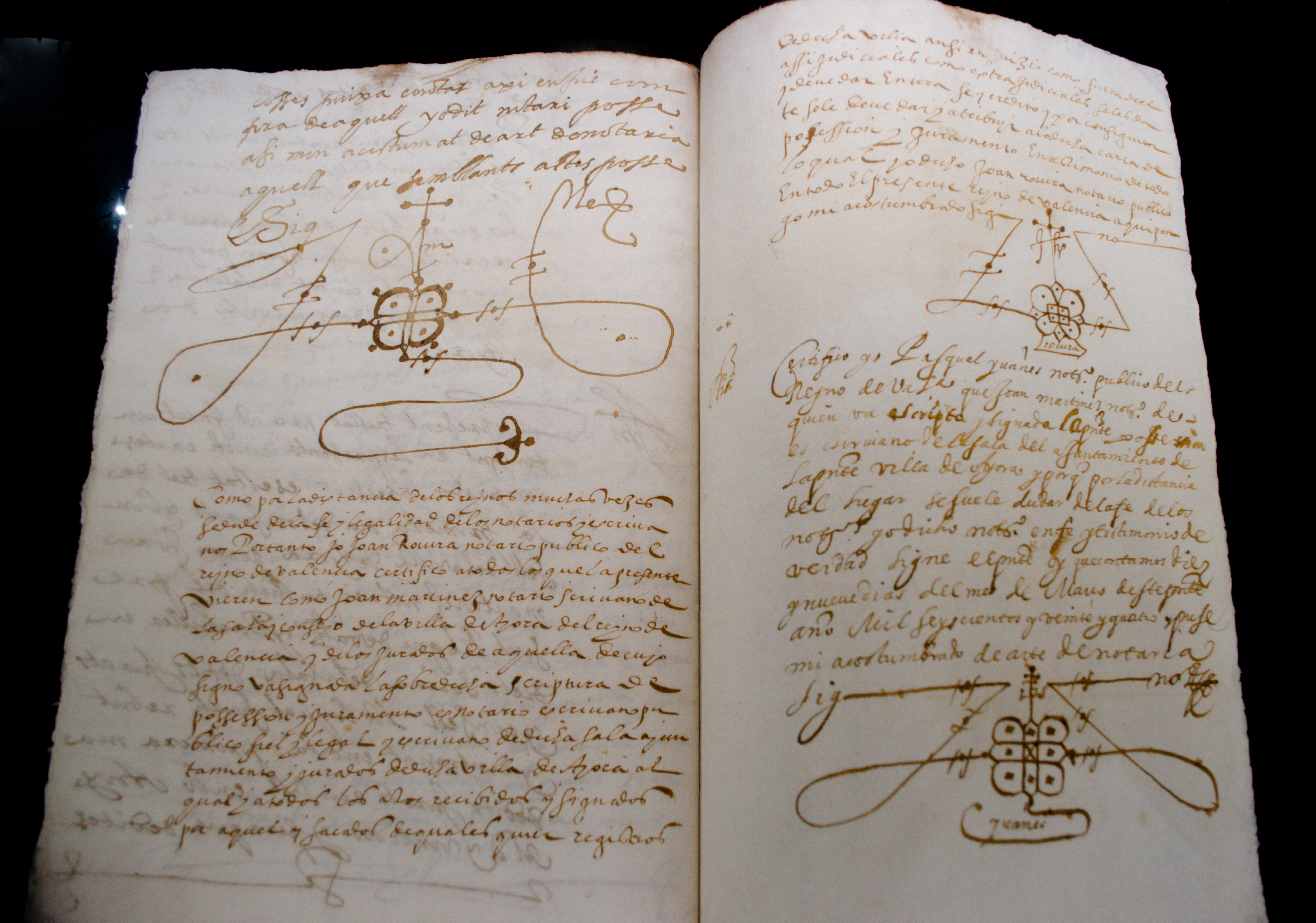
Акт о владении и присяга города Айора Менсии де Мендосе в 1522 году.

Старшая дочь Родриго Диаса де Вивар-и-Мендоса, 1-го графа Сида и 1-го маркиза Сенете (1466—1523), и его второй жены Марии де Фонсека-и-Толедо. Она родилась 30 ноября 1508 года в Хадраке (Гвадалахара), но вскоре переехала в Ла-Калаорру (Гранада), а затем в Айору (Валенсия).
В 1523 году Менсия сменила своего отца в возрасте четырнадцати лет как маркиза дель Сенете и унаследовала семейное состояние дома Мендоса.
Это сделало её одним из самых желанных невест своего времени. Первоначально Фадрике Альварес де Толедо-и-Энрикес, 2-й герцог Альба, подтолкнул своего внука, Фернандо Альваресу де Толедо-и-Пиментель (1507—1582), который позже стал губернатором Габсбургских Нидерландов, представить себя претендентом на её руку. Однако император Карл V был обеспокоен тем, что дом Альба был слишком могущественным, и выдал его замуж за Генриха III Нассау-Бредского (1483—1538), дядю Вильгельма Молчаливого, который в то время работал советником и камергером при императорском дворе. 27 июня 1524 года Менсия вышла замуж за Генриха; сначала они продолжали жить в Испании. Тем временем брабантскому архитектору Ромбуту II Кельдермансу было поручено отремонтировать замок Бреда в соответствии с идеями Генриха и Менсии, преобразовав его из средневекового в ренессансный, чтобы он соответствовал роскошному образу жизни испанской знати.
В 1530 году Генрих и Менсия переехали в Бреду, и там состоялось его открытие. Менсия, выросшая в атмосфере любви к искусству при испанском дворе, превратила замок в место встречи художников и гуманистов. Например, они пригласили испанского педагога Хуана Луиса Вивеса и художников Яна ван Скорела и Бернарда ван Орлея остановиться в Бреде и привезли их вместе с коллекцией картин ведущих художников, таких как Иероним Босх. Она также любила литературу, включая греческий, латинский и голландский языки. Во время заселения произошли большие работы, такие как расширение замка под руководством болонского архитектора, дизайн и оформление часовни принца, хора и украшение церкви Нотр-Дам-де-Бреда.
Когда Генрих Нассау-Бредский скончался в 1538 году и его сын от второго брака, Рене де Шалон (1519—1544), сменил его на посту сеньора Бреды, Менсия окончательно покинула Нидерланды. В первом браке у Менсии было несколько неудачных беременностей и сын Родриго, который очень скоро умер.
Вернувшись в Испанию, она вышла замуж во второй раз в 1541 году за принца Фердинанда Арагонского (1488—1550), герцога Калабрии и вице-короля Валенсии, сына короля Фридриха I Неаполитанского и вдовца после смерти Жермены де Фуа, второй жены короля Фердинанда Католика, с которой он поселился в Валенсии. Здесь она продолжила собирать свою коллекцию произведений искусства. Некоторые письма указывают на то, что часть этой коллекции была утеряна, возможно, во время кораблекрушения на пути в Испанию. Чтобы заполнить дыру в своей коллекции, в 1539 году она попросила своего агента в Антверпене, Арноа дель Плано, заняться поиском новых работ Иеронима Босха. Одной из таких работ, вероятно, был Триптих «Страсти последователя Босха», служивший алтарем на её надгробии в часовне доминиканского монастыря в Валенсии. Менсия умерла бездетным. Её наследниками были более поздний губернатор Луис де Рекесенс и его дочь Менсия.
В последние годы жизни она страдала от патологического ожирения, из-за которого она не могла дышать и облысела. Она была похоронена рядом с родителями в монастыре Санто-Доминго в Валенсии. Её младшая сестра Мария де Мендоса, вышедшая замуж за графа Салданья, унаследовала титул 3-й маркиза Сенете.
Хотя она пользовалась поддержкой некоторых либеральных кругов двора и самого императора, его гуманистические идеи вызывали непрерывный спор в тех кругах власти, которые были связаны с самым абсолютным феодализмом. С точки зрения своей культурной функции Менсия-де-Мендоса была очень важным связующим звеном в культурных отношениях Нидерландов с Испанией.